# 8 de agosto
8 de agosto é o 220.º dia do ano no calendário gregoriano (221.º em anos bissextos). Faltam 145 dias para acabar o ano.

## Eventos históricos

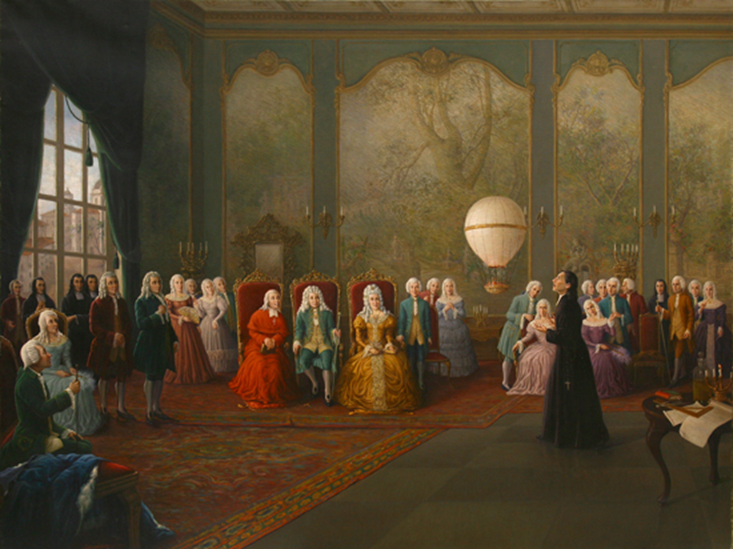
1709: Bartolomeu de Gusmão apresenta os seus protótipos à corte de D. João V

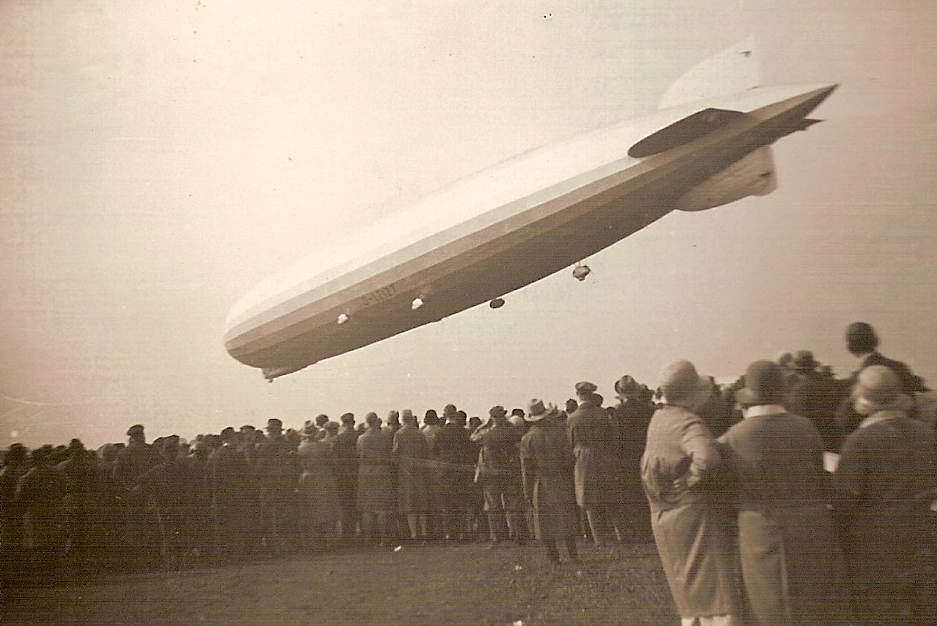
1929: O Graf Zeppelin inicia um voo de volta ao mundo

- 0685 a.C. — Período das Primaveras e Outonos na China: Após a morte do duque anterior de Chi, Gongsun Wuzhi, o duque Zhuang de Lu envia um exército ao Ducado de Chi para instalar o príncipe exilado de Chi, Gongzi Jiu, como o novo duque de Chi - mas é derrotado em Qianshi pelo irmão de Jiu e pretendente rival, o recém-empossado duque Huan de Chi.[1]
- 0870 — Tratado de Meersen: o rei Luís, o Germânico, e seu meio-irmão Carlos, o Calvo, dividem o Reino da Lotaríngia em duas divisões maiores, Frância Oriental e Frância Ocidental.
- 1220 — A Suécia é derrotada por tribos estonianas na Batalha de Lihula.
- 1264 — Revolta mudéjar: forças rebeldes muçulmanas tomaram o Alcázar de Jerez de la Frontera depois de derrotar a guarnição castelhana.
- 1503 — O rei Jaime IV da Escócia casa-se com Margaret Tudor, filha do rei Henrique VII da Inglaterra na Abadia de Holyrood em Edimburgo, Escócia.
- 1509 — Krishnadeva Raya é coroado imperador de Vijayanagara em Chittoor.
- 1576 — A pedra angular do observatório Uranienborg de Tycho Brahe é colocada na ilha de Ven.
- 1585 — John Davis entra em Cumberland Sound em busca da Passagem do Noroeste.
- 1588 — Guerra Anglo-Espanhola: Batalha de Gravelines: termina o confronto naval, encerrando a tentativa da Armada Espanhola de invadir a Inglaterra.
- 1648 — Maomé IV (1648–1687) sucede a Ibraim I (1640–1648) como sultão otomano.
- 1709 — Bartolomeu de Gusmão demonstra o poder de elevação do ar quente em uma audiência diante do rei de Portugal em Lisboa, Portugal.
- 1793 — Ocorre a insurreição de Lyon durante a Revolução Francesa.
- 1863 — Guerra Civil Americana: após sua derrota na Batalha de Gettysburg o general Robert E. Lee envia uma carta de renúncia ao presidente confederado Jefferson Davis (que é recusada).
- 1876 — Thomas Edison recebe a patente de seu mimeógrafo.[2]
- 1908 — Wilbur Wright faz seu primeiro voo em uma pista de corrida em Le Mans, na França. É o primeiro voo público dos irmãos Wright, dois anos após o voo público de Santos Dumont.
- 1918 — Primeira Guerra Mundial: a Batalha de Amiens dá início a uma sequência de vitórias quase contínuas dos Aliados com um recuo nas linhas de frente alemãs (Ofensiva dos Cem Dias).
- 1919 — Assinado o Tratado anglo-afegão. Estabelece relações pacíficas entre o Afeganistão e o Reino Unido e confirma a Linha Durand como a fronteira mútua. Em troca, o Reino Unido não é mais obrigado a subsidiar o governo afegão.
- 1929 — O dirigível alemão Graf Zeppelin inicia um voo de volta ao mundo.
- 1942 — Lançado na Índia o Movimento Quit India contra o domínio britânico em resposta ao pedido de Mahatma Gandhi para a independência completa.
- 1945 — A Carta de Londres é assinada pela França, Reino Unido, União Soviética e Estados Unidos, estabelecendo as leis e procedimentos para os julgamentos de Nuremberg.
- 1946 — Primeiro voo do Convair B-36, com capacidade nuclear, a aeronave com motor a pistão mais pesada produzida em massa na época.
- 1963
  - Assalto ao trem pagador: na Inglaterra, um grupo de 15 ladrões de trem roubam 2,6 milhões de libras em notas bancárias.
  - A União Nacional Africana do Zimbábue, é formada por uma cisão da União do Povo Africano do Zimbábue.
- 1967 — Fundação da Associação de Nações do Sudeste Asiático (ASEAN) pela Indonésia, Malásia, Filipinas, Singapura e Tailândia.
- 1969
  - Criado o Parque Estadual de Jacupiranga, no estado de São Paulo, Brasil.
  - A Família Manson comete os assassinatos da atriz Sharon Tate e quatro de seus amigos.
- 1973 — Kim Dae-jung, um político sul-coreano e mais tarde presidente da Coreia do Sul, é sequestrado.
- 1974 — O presidente Richard Nixon, em um discurso na televisão nacional, anuncia sua renúncia ao cargo de presidente dos Estados Unidos a partir do meio-dia do dia seguinte.
- 1975 — Toma posse em Portugal o V Governo Provisório, chefiado pelo primeiro-ministro Vasco Gonçalves.
- 1988 — Começa a Revolta 8888 em Rangum (Yangon), Birmânia (Myanmar). Liderados por estudantes, centenas de milhares participam de protestos em todo o país contra o regime de partido único.
- 1989 — Programa ônibus espacial: Missão STS-28: o Columbia decola em uma missão militar secreta de cinco dias.
- 1990 — O Iraque ocupa o Kuwait e o Estado é anexado ao Iraque. Isso levaria à Guerra do Golfo pouco depois.
- 1991 — A Torre de rádio de Varsóvia, até então a estrutura mais alta do mundo, desaba.
- 1994 — Inaugurada a emissora brasileira de televisão Rede Mulher.
- 1998 — O consulado iraniano em Mazar-e Sharif, no Afeganistão, é invadido pelo Talibã, levando à morte dez diplomatas e um jornalista iranianos.
- 2008 — Um trem expresso EuroCity no trajeto de Cracóvia, na Polônia, para Praga, na República Tcheca, colide com uma parte de uma ponte que caiu sobre a ferrovia perto da estação ferroviária de Studénka, na República Tcheca, e descarrila, matando oito pessoas e ferindo outras 64.
- 2008 — Era iniciada a disputa dos Jogos Olímpicos de Verão 2008, em Pequim, na China.
- 2010 — Um deslizamento de terra no condado de Zhugqu, Gansu, China, mata mais de 1 400 pessoas.
- 2016 — Terroristas atacam um hospital do governo em Quetta, Paquistão, com uma explosão suicida e tiroteio, matando entre 70 e 94 pessoas e ferindo cerca de 130 outras.
- 2022 — O Departamento de Investigação Federal dos Estados Unidos executa uma batida na residência do ex-presidente daquele país, Donald Trump, em Mar-a-Lago, Palm Beach, Flórida.[3]
- 2023 — Incêndios florestais matam mais de 100 pessoas e deixam prejuízos em Maui, ilha no Havaí, Estados Unidos.

## Nascimentos

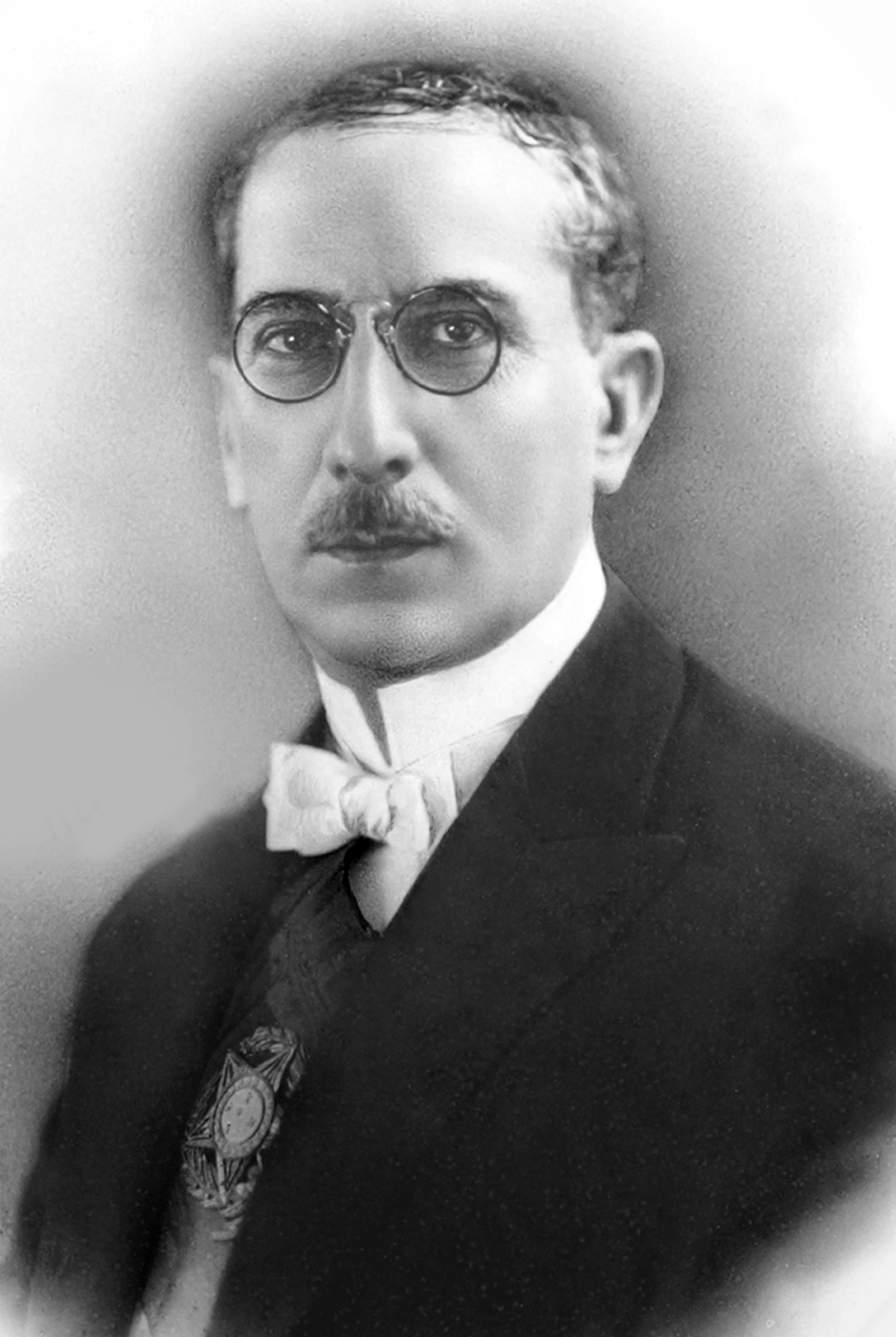
Artur Bernardes

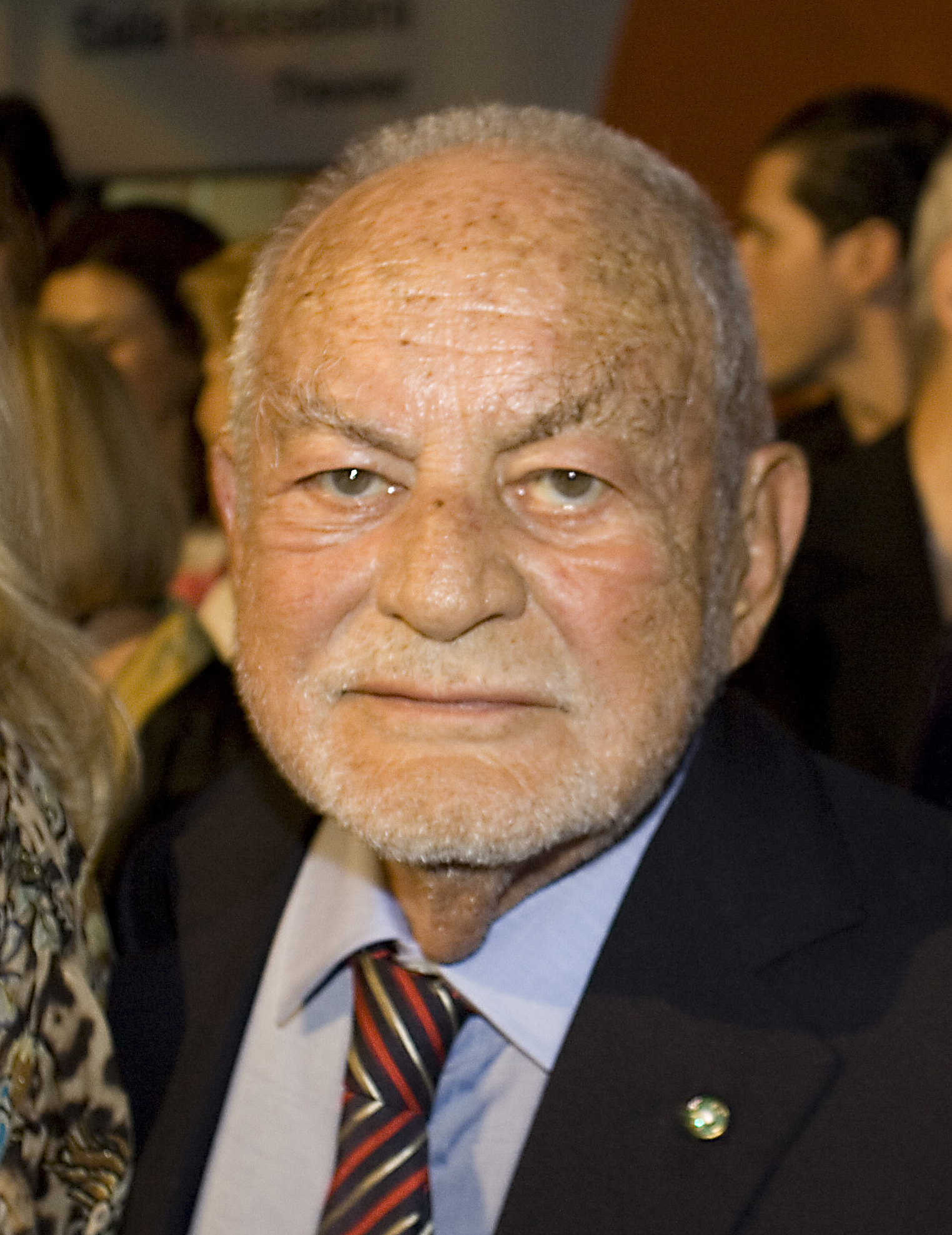
Dino De Laurentiis

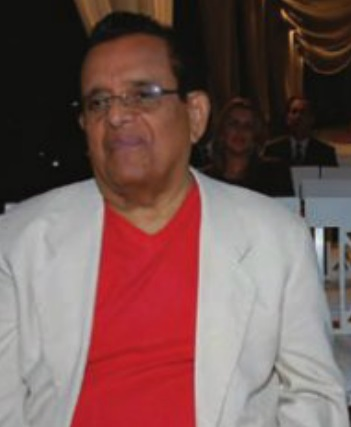
Evaldo Gouveia

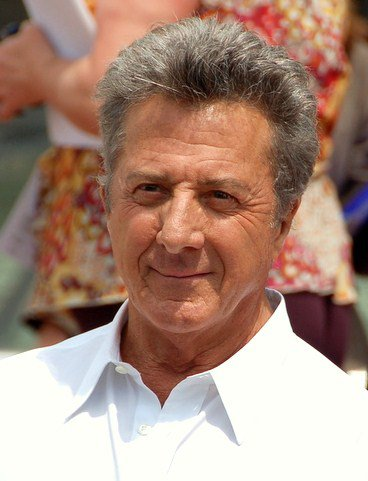
Dustin Hoffman

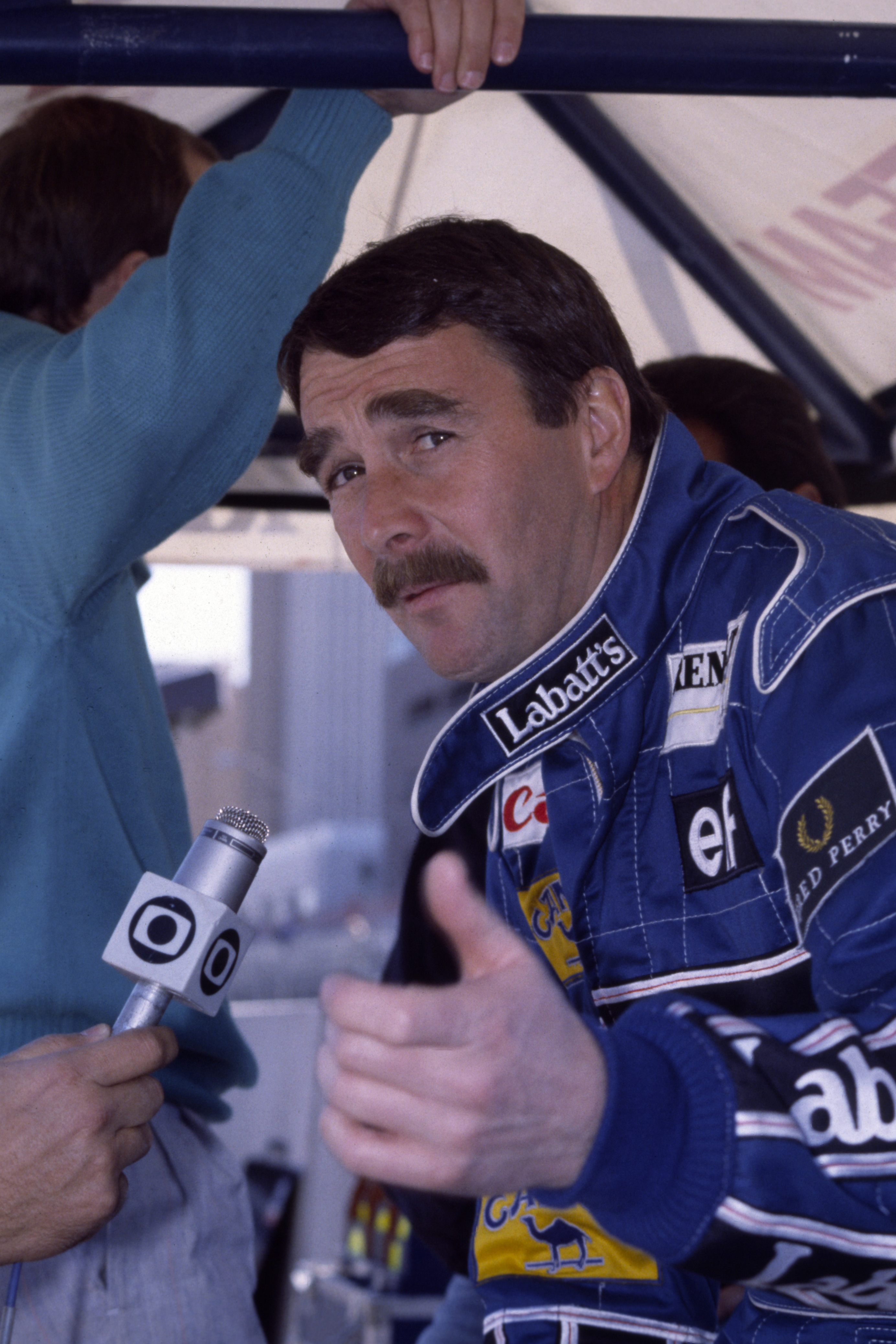
Nigel Mansell

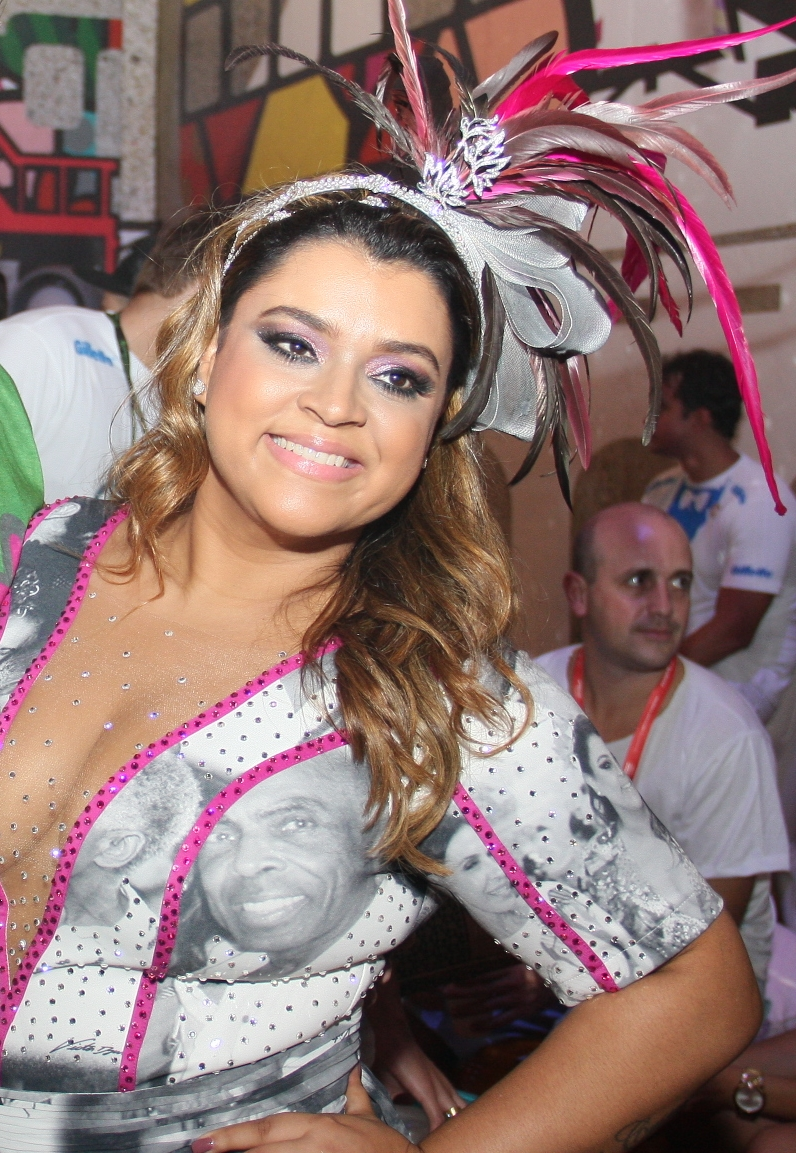
Preta Gil

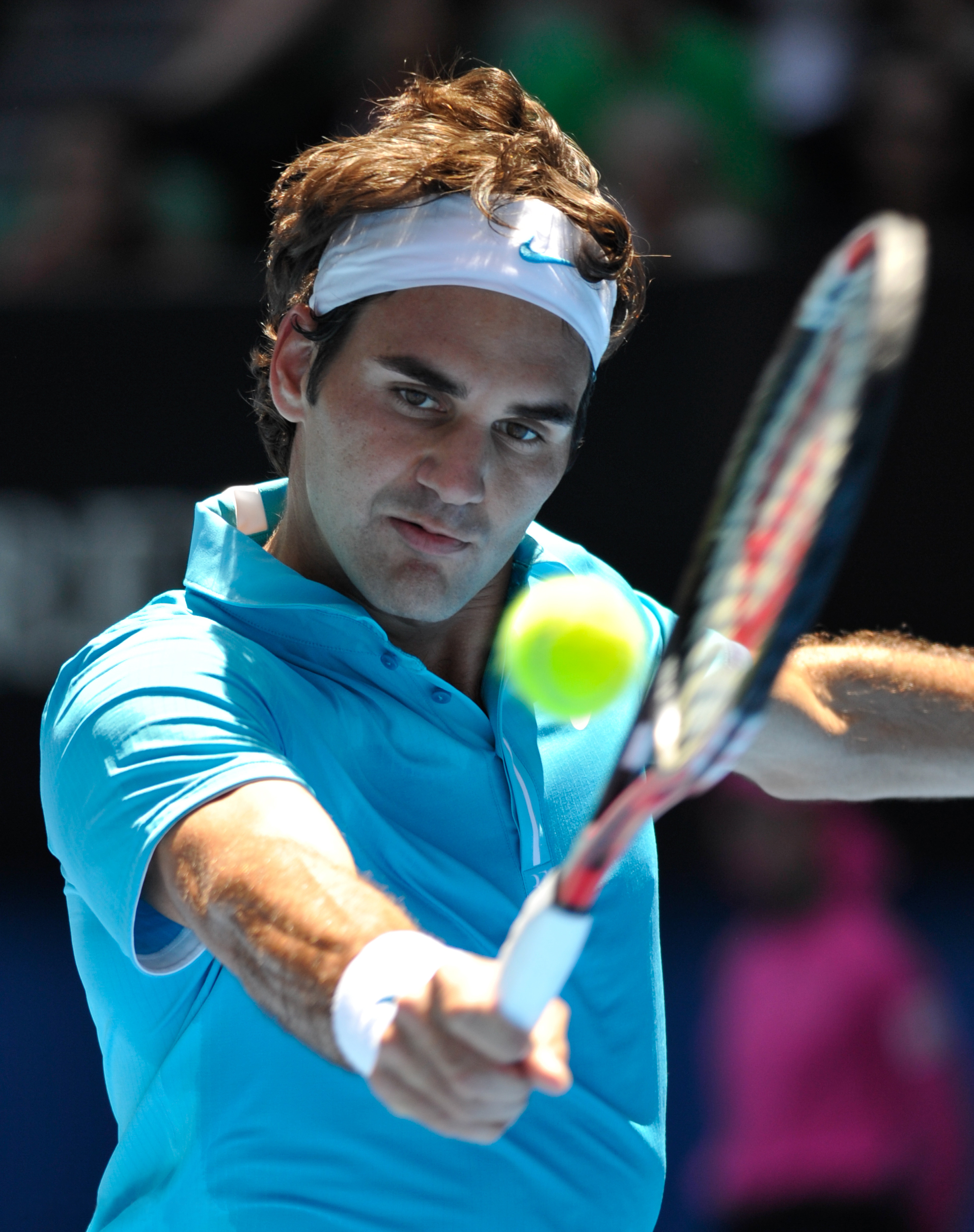
Roger Federer

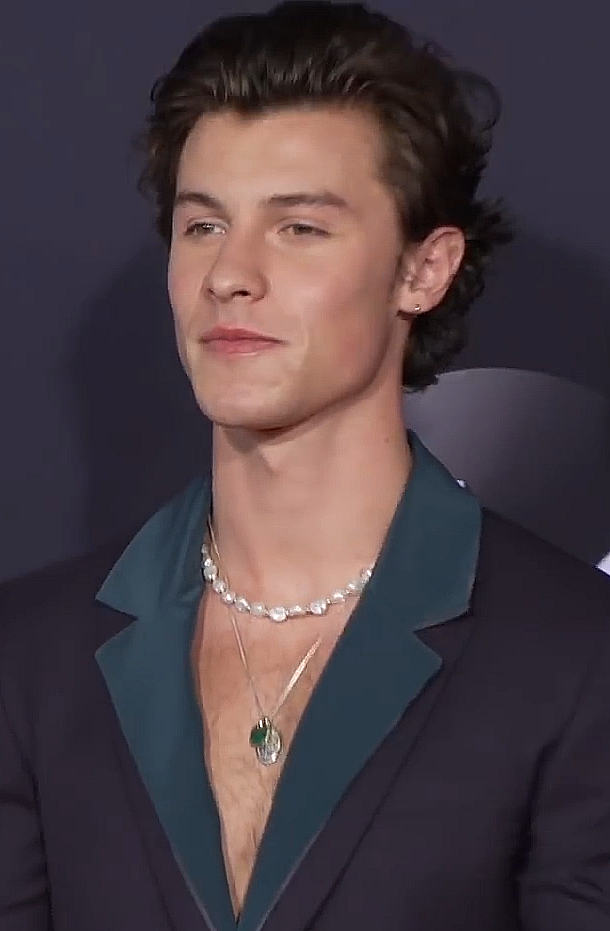
Shawn Mendes

### Anterior ao século XIX
- 1079 — Horikawa, imperador do Japão (m. 1107).
- 1558 — George Clifford, 3.º Conde de Cumberland (m. 1605).
- 1604 — Cecilius Calvert, colonizador inglês (m. 1675).
- 1694 — Francis Hutcheson, teólogo, poeta, escritor e filósofo irlandês (m. 1746).
- 1742 — Mateus de Abreu Pereira, sacerdote católico português (m. 1824).
- 1748 — Johann Friedrich Gmelin, médico e naturalista alemão (m. 1804).
- 1775 — Joaquim Mourão Garcez Palha, político português (m. 1850).
- 1779 — Louis Claude de Saulces de Freycinet, geólogo francês (m. 1842).
- 1797 — Joseph-Nicolas Robert-Fleury, pintor francês (m. 1890).
- 1799 — Nathaniel Palmer, capitão baleeiro estadunidense (m. 1877).

### Século XIX
- 1813 — Francisca Kinsky de Wchinitz e Tettau (m. 1881).
- 1816 — Filippo Parlatore, botânico italiano (m. 1877).
- 1818 — Joseph Roumanille, escritor e poeta francês (m. 1891).
- 1821 — Alexandre Gomes de Argolo Ferrão Filho, militar brasileiro (m. 1870).
- 1824 — Maria Alexandrovna (Maria de Hesse e Reno) (m. 1880).
- 1832 — Jorge da Saxônia (m. 1904).
- 1834 — Cristóvão Nunes Pires, político brasileiro (m. 1894).
- 1839
  - Otto Finsch, etnógrafo alemão (m. 1917).
  - Nelson A. Miles, militar estadunidense (m. 1925).
- 1847 — Diogo de Barcelos Machado de Bettencourt, político português (n. 1922).
- 1848 — Henry Jenner, linguista britânico (m. 1934).
- 1850 — José Mariano Carneiro da Cunha, abolicionista brasileiro (m. 1912).
- 1853 — Gabriel Gustafson, arqueólogo sueco (m. 1915).
- 1857
  - Henry Fairfield Osborn, geólogo e paleontólogo estadunidense (m. 1935).
  - Cécile Chaminade, pianista e compositora francesa (m. 1944).
- 1860 — Maximiano Lemos, médico português (m. 1923).
- 1861 — William Bateson, biólogo britânico (m. 1926).
- 1865
  - Alfredo Rodrigues Gaspar, militar português (m. 1938).
  - Robert Haab, político suíço (m. 1939).
- 1868 — Manuel Bomfim, médico e historiador brasileiro (m. 1932).
- 1875 — Artur Bernardes, advogado e político brasileiro, 12.° presidente do Brasil (m. 1955).
- 1879
  - Emiliano Zapata, líder revolucionário mexicano (m. 1919).
  - Gunnar Vingren, missionário evangelista sueco (m. 1933).
- 1880 — Fred Groves, ator britânico (m. 1955).
- 1881 — Ewald von Kleist, marechal de campo alemão (m. 1954).
- 1882 — Levi Carneiro, escritor brasileiro (m. 1971).
- 1883 — Kenji Doihara, militar japonês (m. 1948).
- 1884 — Sara Teasdale, poetista estadunidense (m. 1933).
- 1887 — Ullrich Haupt, ator alemão (m. 1931).
- 1891 — Adolf Busch, violinista e compositor alemão (m. 1952).
- 1892 — Manoel Ciriáco de Jesus, sacerdote brasileiro de candomblé (m. 1965).
- 1894 — Orlando Rossi, pintor brasileiro (m. 1970).
- 1899 — Victor Young, compositor, arranjador, maestro e violinista estadunidense (m. 1956).
- 1900 — Robert Siodmak, cineasta estadunidense (m. 1973).

### Século XX

#### 1901–1950
- 1901 — Ernest Lawrence, físico estadunidense (m. 1958).
- 1902 — Paul Dirac, engenheiro e matemático britânico (m. 1984).
- 1904
  - Ciriaco Errasti, futebolista espanhol (m. 1984).
  - Elina Júlia Chaves Pereira Guimarães, escritora e jurista portuguesa (m. 1991).
  - Achille Varzi, automobilista e motociclista italiano (m. 1948).
- 1905 — André Jolivet, compositor francês (m. 1974).
- 1907 — Benny Carter, músico estadunidense (m. 2003).
- 1908
  - Arthur Goldberg, estadista e jurista estadunidense (m. 1990).
  - Chivu Stoica, ex-líder comunista e político romeno (m. 1975).
  - Ford Rainey, ator norte-americano (m. 2005).
- 1910
  - Sylvia Sidney, atriz estadunidense (m. 1999).
  - Francisco de Paula Brochado da Rocha, político brasileiro (m. 1962).
  - Jimmy Murphy, futebolista e treinador de futebol britânico (m. 1999).
- 1912
  - Henrique de La Rocque Almeida, político brasileiro (m. 1982).
  - Jacques Bergier, engenheiro químico, escritor e jornalista francês (m. 1978).
- 1913 — Axel Stordahl, músico estadunidense (m. 1963).
- 1915 — Mathias Clemens, ciclista luxemburguês (m. 2001).
- 1919
  - Dino De Laurentiis, produtor de cinema italiano (m. 2010).
  - José Dias de Macedo, empresário brasileiro (m. 2018).
- 1920
  - Jimmy Witherspoon, cantor estadunidense (m. 1997).
  - Jerónimo Podestá, bispo católico argentino (m. 2000).
- 1921 — Esther Williams, atriz e nadadora estadunidense (m. 2013).
- 1922
  - Rory Calhoun, ator estadunidense (m. 1999).
  - Alberto Granado, médico e escritor argentino (m. 2011).
- 1925 — Hermann A. Haus, físico e engenheiro esloveno (m. 2003).
- 1926
  - Piero Drogo, automobilista italiano (m. 1973).
  - Richard Anderson, ator estadunidense (m. 2017).
- 1928 — Evaldo Gouveia, compositor, cantor e violonista brasileiro (m. 2020).
- 1929
  - Luis García Meza Tejada, político boliviano (m. 2018).
  - Ronald Biggs, criminoso britânico (m. 2013).
- 1930 — Édson França, ator brasileiro (m. 2004).
- 1931
  - Roger Penrose, físico e matemático britânico.
  - Aparício Silva Rillo, escritor brasileiro (m. 1995).
- 1932 — Zito, futebolista brasileiro (m. 2015).
- 1933 — Carmine Persico, mafioso estadunidense (m. 2019).
- 1934 — Cláudio Hummes, cardeal brasileiro (m. 2022).
- 1935 — Donald Bellisario, produtor de televisão e roteirista estadunidense.
- 1937
  - Dustin Hoffman, ator estadunidense.
  - Louis Neefs, cantor belga (m. 1980).
  - Bruno Lauzi, compositor italiano (m. 2006).
- 1938 — Connie Stevens, atriz, cantora, roteirista e diretora estadunidense.
- 1940
  - Dennis Tito, empresário e engenheiro estadunidense.
  - Petar Velichkov, futebolista búlgaro (m. 1993).
  - Ney Gonçalves Dias, jornalista brasileiro.
- 1941
  - José Geraldo da Cruz, bispo brasileiro (m. 2022).
  - Georges Heylens, ex-futebolista e treinador de futebol belga.
- 1942 — Maria Regina Caldas, atriz brasileira (m. 2013).
- 1944 — Peter Biziou, diretor de fotografia britânico.
- 1945 — John Holmes, ator e diretor de cinema estadunidense (m. 1988).
- 1946
  - Ralph Gonsalves, político são-vicentino.
  - Jean-Claude Désir, ex-futebolista haitiano.
- 1947 — Larry Wilcox, ator estadunidense.
- 1948
  - Emilio Pérez Touriño, político espanhol.
  - Givanildo Oliveira, ex-futebolista e treinador de futebol brasileiro.
- 1949
  - Keith Carradine, ator, cantor e compositor estadunidense.
  - Ricardo Londoño, automobilista colombiano (m. 2009).
- 1950
  - Adilson Gavião, músico, produtor musical e compositor brasileiro.
  - Sarah Dunant, escritora britânica.
  - Lucjan Lis, ciclista polonês (m. 2015).

#### 1951–2000
- 1951
  - Louis van Gaal, ex-futebolista e treinador de futebol neerlandês.
  - Mohamed Morsi, político egípcio (m. 2019).
  - Mamoru Oshii, diretor de cinema japonês.
- 1952 — Jostein Gaarder, escritor norueguês.
- 1953 — Nigel Mansell, ex-automobilista britânico.
- 1954
  - Kengo Kuma, arquiteto japonês.
  - Dragiša Pešić, político montenegrino (m. 2016).
- 1955
  - João Bosco Nonato Fernandes, político brasileiro.
  - Herbert Prohaska, ex-futebolista e treinador de futebol austríaco.
- 1956
  - Luiz Carlos Bassuma, engenheiro e político brasileiro.
  - Jorge Larrañaga, político uruguaio (m. 2021).
  - Cecilia Roth, atriz argentina.
  - Rui Moreira, empresário e político português.
- 1957 — Roberto Rojas, ex-futebolista e treinador de futebol chileno.
- 1959
  - Rubén Paz, ex-futebolista uruguaio.
  - Leonid Yudasin, enxadrista estadunidense.
- 1960 — Ulrich Maly, político alemão.
- 1961 — David "The Edge" Evans, guitarrista irlandês.
- 1962 — Kool Moe Dee, rapper estadunidense.
- 1963
  - Igor Lapshin, ex-atleta de salto triplo bielorrusso.
  - Emmanuelle Debever, atriz francesa (m. 2023).
- 1964
  - Nicolae Juravschi, ex-canoísta e político moldávio.
  - Giuseppe Conte, político, jurista e professor universitário italiano.
- 1965
  - Aaron Abeyta, guitarrista estadunidense.
  - Ludmila Ferber, cantora brasileira (m. 2022).
  - Margarita Rosa de Francisco, atriz colombiana.
  - Mauro Mendonça Filho, diretor de televisão brasileiro.
- 1966 — Patrice Lhotellier, ex-esgrimista francês.
- 1967
  - Uche Okafor, futebolista nigeriano (m. 2011).
  - Rena Mero, wrestler e modelo estadunidense.
  - Marcelo Balboa, ex-futebolista estadunidense.
  - Branko Brnović, ex-futebolista montenegrino.
  - Shane Gaalaas, baterista canadense.
- 1968
  - Florin Prunea, ex-futebolista romeno.
  - Jimmy Jean-Louis, ator e modelo haitiano.
- 1969 — Faye Wong, atriz e cantora chinesa.
- 1970
  - José Francisco Molina, ex-futebolista e treinador de futebol espanhol.
  - Pascal Duquenne, ator belga.
  - Rónald González, ex-futebolista e treinador de futebol costarriquenho.
- 1971 — Valeriy Minko, ex-futebolista e treinador de futebol russo.
- 1972
  - Eric Poujade, ginasta francês (m. 2024).
  - Axel Merckx, ex-ciclista belga.
  - Rita de Cássia, cantora e compositora brasileira (m. 2023).
- 1973
  - Senta Moses, atriz estadunidense.
  - Lajos Szűcs, ex-futebolista húngaro.
  - Scott Stapp, músico e cantor estadunidense.
- 1974
  - Andy Priaulx, automobilista britânico.
  - Preta Gil, atriz e cantora brasileira (m. 2025).
  - Marek Papszun, treinador de futebol polonês.
- 1975 — Makoto Tanaka, ex-futebolista japonês.
- 1976
  - Abdullah Al-Karni, ex-futebolista saudita.
  - Joshua Scott Chasez, cantor, compositor e produtor musical estadunidense.
- 1977
  - Araújo, futebolista brasileiro.
  - Darwin Peña, ex-futebolista boliviano.
  - Michael Chernus, ator estadunidense.
- 1978
  - Louis Saha, ex-futebolista francês.
  - Massamasso Tchangaï, futebolista togolês (m. 2010).
  - Bertin Tomou, ex-futebolista camaronês.
- 1979
  - Danny Gabbidon, ex-futebolista britânico.
- 1980
  - Shayna Baszler, lutadora estadunidense de artes marciais mistas.
  - Denisse Guerrero, cantora mexicana.
  - Michael Urie, ator, diretor e produtor de cinema estadunidense.
  - Sergei Omelyanchuk, ex-futebolista bielorrusso.
  - Dorian Bylykbashi, ex-futebolista albanês.
- 1981
  - Roger Federer, ex-tenista suíço.
  - Vanessa Amorosi, cantora australiana.
  - José Ron, ator mexicano.
- 1983
  - Hitomi Kanehara, escritora japonesa.
  - Fausto Pinto, ex-futebolista mexicano.
- 1985
  - Marinko Matosevic, ex-tenista bósnio.
  - Moses Chavula, ex-futebolista malauiano.
  - Anita Wlodarczyk, atleta polonesa.
- 1986
  - Kateryna Volodko, tenista ucraniana.
  - Neri Cardozo, ex-futebolista argentino.
  - Jackie Cruz, atriz, cantora e ex-modelo dominicana.
  - Peyton List, atriz estadunidense.
- 1987
  - Katie Leung, atriz britânica.
  - Tatjana Maria, tenista alemã.
  - Pierre Boulanger, ator francês.
  - Jenn Proske, atriz canadense.
- 1988
  - Beatriz do Reino Unido.
  - Bruno Mezenga, futebolista brasileiro.
  - Éverton Lopes, pugilista brasileiro.
  - Xu Yifan, tenista chinesa.
- 1989
  - Hannah Miley, ex-nadadora britânica.
  - Kenny Baumann, ator estadunidense.
  - Sesil Karatantcheva, tenista búlgara.
  - Taras Stepanenko, futebolista ucraniano.
- 1990
  - Abel Hernández, futebolista uruguaio.
  - Vladimír Darida, futebolista tcheco.
  - Magnus Eikrem, futebolista norueguês.
- 1991
  - Nélson Oliveira, futebolista português.
  - Joël Matip, ex-futebolista camaronês.
- 1992
  - Casey Cott, ator estadunidense.
  - Josip Drmić, futebolista suíço.
  - Artur Davtyan, ginasta armênio.
  - Jeff Louis, futebolista haitiano.
- 1993 — Jessie Rogers, atriz brasileira.
- 1994
  - Chancel Mbemba, futebolista congolês.
  - Jeremy Toljan, futebolista alemão.
  - Steven van de Velde, jogador de vôlei de praia neerlandês.
- 1997
  - Panipak Wongpattanakit, taekwondista tailandesa.
  - Irvin Cardona, futebolista francês.
  - Antonee Robinson, futebolista norte-americano.
  - Maria Tolkacheva, ginasta russa.
  - Gawin Caskey, ator e cantor tailandês.
- 1998
  - Shawn Mendes, cantor canadense.
  - Ryan Garcia, pugilista norte-americano.
  - Liam Scales, futebolista irlandês.
- 2000 — Félix Auger-Aliassime, tenista canadense.

### Século XXI
- 2001 — Malick Thiaw, futebolista teuto-finlandês.
- 2002 — Natasitt Uareksit, ator e cantor tailandês.
- 2003 — Jonas Urbig, futebolista alemão.
- 2004 — Jamie Bynoe-Gittens, futebolista britânico.
- 2007 — Arvid Lindblad, automobilista britânico.
- 2009 — Eduarda Henklein, instrumentista brasileira.

## Mortes

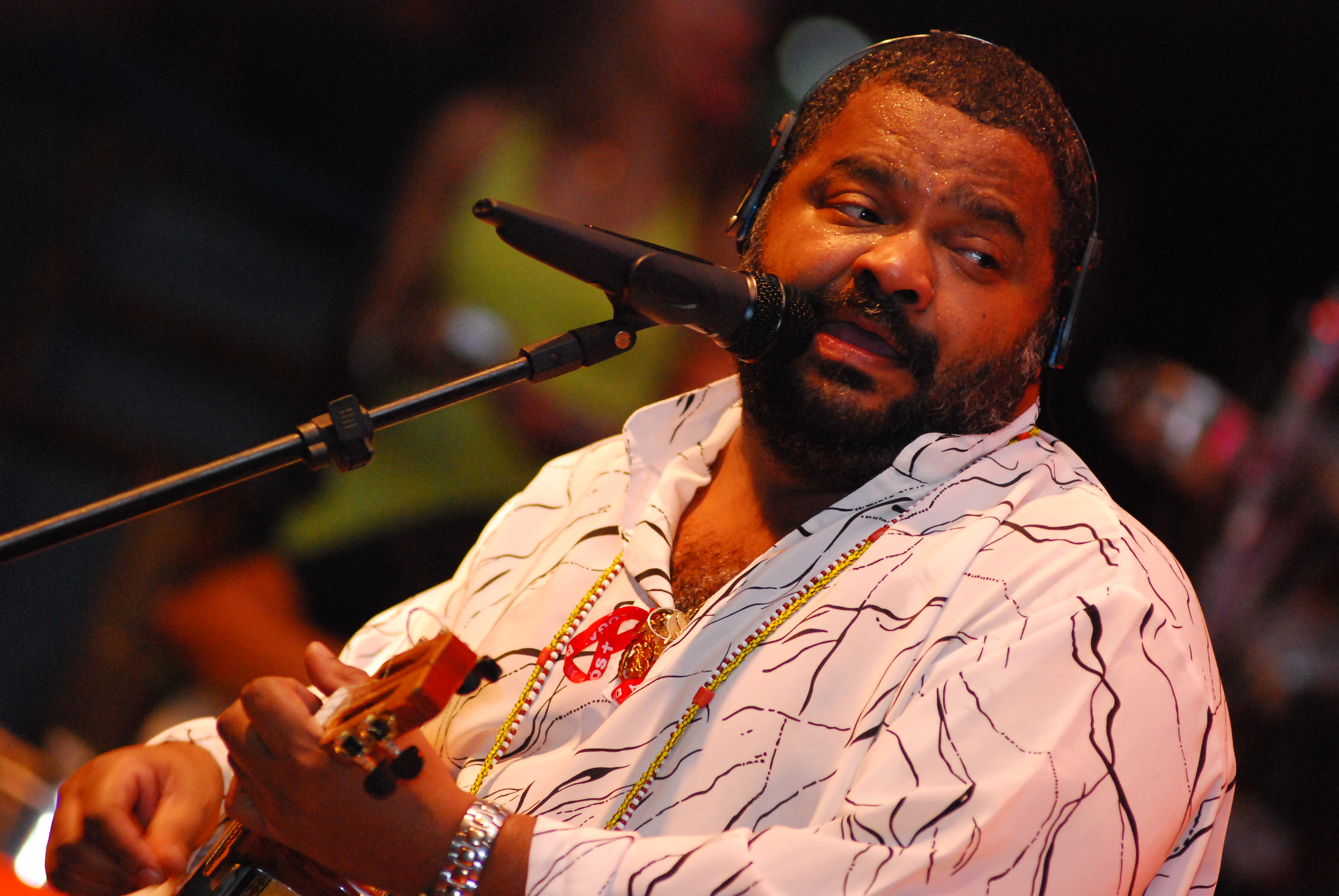
Arlindo Cruz

### Anterior ao século XIX
- 0117 — Trajano, imperador romano (n. 53).
- 0869 — Lotário II da Lotaríngia (n. 835).
- 1002 — Almançor, governador do al-Andalus (n. 938).
- 1095 — Olavo I da Dinamarca (n. 1058).* 1171
- 1171 — Henrique de Blois, bispo de Winchester
- 1553 — Girolamo Fracastoro, médico italiano (n. 1478).
- 1588 — Alonso Sánchez Coello, pintor espanhol (n. 1531).
- 1656 — Brás Garcia de Mascarenhas, militar português (n. 1596).
- 1694 — Antoine Arnauld, teólogo francês (n. 1612).
- 1719 — Christoph Ludwig Agricola, pintor alemão (n. 1667).

### Século XIX
- 1827 — George Canning, político britânico (n. 1770).
- 1828 — Carl Peter Thunberg, naturalista sueco (n. 1743).
- 1831 — Christian Ehrenfried Weigel, químico e naturalista alemão (n. 1748).
- 1867 — Sarah Austin, escritora e tradutora britânica (n. 1793).
- 1875 — Joaquín Riascos, político colombiano (n. 1833).
- 1886 — José Gomes Portinho, militar e político brasileiro (n. 1814).
- 1893 — José Tavares Bastos, político brasileiro (n. 1813).
- 1897 — Antonio Cánovas del Castillo, político espanhol (n. 1828).
- 1898 — Eugène Boudin, pintor francês (n. 1824).
- 1899 — Antônio José Caiado, político brasileiro (n. 1825).
- 1900
  - Emílio Carlos Jourdan, engenheiro belga (n. 1838).
  - José Pedro Xavier da Veiga, político brasileiro (n. 1846).

### Século XX
- 1901 — William Augustus Newell, médico e político estadunidense (n. 1817).
- 1902 — James Tissot, pintor francês (n. 1836).
- 1909 — Joseph Frederik Whiteaves, paleontólogo britânico (n. 1835).
- 1912 — Cincinnatus Leconte, político haitiano (n. 1854).
- 1926 — Múcio Teixeira, escritor brasileiro (n. 1857).
- 1928 — Frederico II de Baden (n. 1857).
- 1930 — Launceston Elliot, atleta britânico (n. 1874).
- 1940
  - Johnny Dodds, clarinetista estadunidense (n. 1892).
  - Eduardo Rabello, médico brasileiro (n. 1876).
- 1944 — Erwin von Witzleben, militar alemão (n. 1881).
- 1947 — Anton Ivanovich Denikin, general russo (n. 1872).
- 1949 — Joaquín Torres García, pintor uruguaio (n. 1874).
- 1955 — Fúlvio Aducci, político brasileiro (n. 1884).
- 1969 — Hekel Tavares, compositor brasileiro (n. 1896).
- 1973 — Nikos Zachariádis, político grego (n. 1903).
- 1976 — José Lezama Lima, romancista e poeta cubano (n. 1910).
- 1985 — Louise Brooks, atriz estadunidense (n. 1906).
- 1988 — Alan Napier, ator britânico (n. 1903).
- 1989
  - Benedicto Lopes, automobilista brasileiro (n. 1904).
  - Brian Naylor, automobilista britânico (n. 1923).
- 1991
  - James Irwin, astronauta estadunidense (n. 1930).
  - Julissa Gomez, atleta estadunidense (n. 1972).
  - Walter Zeman, futebolista austríaco (n. 1927).
- 1993 — Armindo José Rodrigues, médico português (n. 1904).
- 1996
  - Francesco Molinari-Pradelli, maestro italiano (n. 1911).
  - Oswaldo Barros Velloso, futebolista brasileiro (n. 1908).
- 1997 — Augusto Carvalho, bispo brasileiro (n. 1917).

### Século XXI
- 2003 — Martha Chase, geneticista estadunidense (n. 1927).
- 2004 — Fay Wray, atriz estadunidense (n. 1907).
- 2005 — Barbara Bel Geddes, atriz estadunidense (n. 1922).
- 2007 — Julius Wess, físico austríaco (n. 1934).
- 2008 — Eugênio Colonnese, desenhista, roteirista e editor ítalo-brasileiro (n. 1929).
- 2009
  - Raúl Solnado, ator e humorista português (n. 1929).
  - Daniel Jarque, futebolista espanhol (n. 1983).
  - João Milanez, jornalista brasileiro (n. 1923).
  - Aram Tigran, cantor armênio (n. 1934).
  - Alfonso Calderón, poeta e crítico literário chileno (n. 1930).
- 2010 — Massamasso Tchangaï, futebolista togolês (n. 1978).
- 2012 — Magro, cantor brasileiro (n. 1943).
- 2015 — Sean Price, rapper norte-americano (n. 1972).
- 2022 — Olivia Newton-John, cantora e atriz britânica (n. 1948)
- 2025 — Arlindo Cruz, cantor, compositor e instrumentista brasileiro (n. 1958).

## Feriados e eventos cíclicos

### Brasil
- Dia Nacional de Controle do Colesterol
- Dia Nacional da Pessoa com Atrofia Muscular Espinhal
- Aniversário do município de Votuporanga, São Paulo
- Aniversário do município de Nova Trento, Santa Catarina
- Aniversário do município de Paracambi, Rio de Janeiro
- Aniversário dos municípios de Campo Maior e Pio IX, Piauí
- Aniversário dos municípios de Muritiba e Morro do Chapéu, Bahia

### Cristianismo
- Catorze santos auxiliares
- Ciríaco de Roma
- Domingos de Gusmão
- Mary MacKillop
- Quatro Mártires Coroados
- Severo de Vienne

## Outros calendários
- No calendário romano era o 6.º dia (VI) antes dos idos de  agosto.
- No calendário litúrgico tem a letra dominical C para o dia da semana.
- No calendário gregoriano a epacta do dia é xvii.